# Rudolf Willmers
Rudolf Heinrich Willmers (Copenaghen, 31 ottobre 1821 – Vienna, 24 agosto 1878) è stato un pianista e compositore di scacchi danese naturalizzato tedesco.
Suo padre lo mandò in Germania all'età di tredici anni per studiare scienza, ma egli preferì dedicarsi alla musica. Studiò pianoforte a Weimar per due anni con Johann Hummel e a Dessau per un anno con Friedrich Schneider. Tenne il suo primo concerto di pianoforte all'età di 17 anni. Venne subito notato per le notevoli doti tecniche e interpretative e diventò un pianista da concerto di grande successo.
La sua specialità era la "catena di trilli", per la quale era famoso. Si esibì in numerosi concerti in Germania e in Austria, ma anche a Parigi e a Londra (1846-47), dove fu molto acclamato. Continuò a tenere concerti per quindici anni e nel 1864 fu nominato professore di pianoforte al Conservatorio Stern di Berlino. Problemi di salute lo costrinsero però dopo due anni ad abbandonare l'insegnamento e si stabilì a Vienna, dove morì nel 1878 all'età di 57 anni.
Pur essendo noto soprattutto come pianista, Rudolf Willmers fu anche un compositore. Scrisse numerosi pezzi per pianoforte, una sonata per pianoforte e violino, studi e fantasie musicali.

## Il problemista
Willmers fu anche un compositore di problemi di scacchi. Nel 1857 un suo problema di matto in quattro mosse vinse il primo premio del concorso problemistico del "First American Chess Congress" di New York, nel quale Konrad Bayer si classificò secondo e Samuel Loyd terzo.  (Vedi diagramma a destra)
La pagina "Musicians and Chess" del sito dell'Università di Edimburgo riporta il seguente aneddoto: – « Mentre stava suonando il Carnevale di Schumann in un concerto a Copenaghen, Willmers si fermò improvvisamente, scrisse qualcosa sul polsino della camicia poi continuò a suonare. A chi gli chiese spiegazioni rispose che stava cercando di risolvere un difficile problema di scacchi da una settimana e la soluzione gli balenò in testa mentre stava suonando. "Dovevo scriverla per liberare la mente e potermi concentrare interamente sulla musica" ».
|   | a | b | c | d | e | f | g | h |   |
| 8 | a7 pedone del nero · b6 pedone del nero · b5 re del nero · c5 cavallo del bianco · d5 donna del bianco · b2 pedone del bianco · h1 re del bianco | a7 pedone del nero · b6 pedone del nero · b5 re del nero · c5 cavallo del bianco · d5 donna del bianco · b2 pedone del bianco · h1 re del bianco | a7 pedone del nero · b6 pedone del nero · b5 re del nero · c5 cavallo del bianco · d5 donna del bianco · b2 pedone del bianco · h1 re del bianco | a7 pedone del nero · b6 pedone del nero · b5 re del nero · c5 cavallo del bianco · d5 donna del bianco · b2 pedone del bianco · h1 re del bianco | a7 pedone del nero · b6 pedone del nero · b5 re del nero · c5 cavallo del bianco · d5 donna del bianco · b2 pedone del bianco · h1 re del bianco | a7 pedone del nero · b6 pedone del nero · b5 re del nero · c5 cavallo del bianco · d5 donna del bianco · b2 pedone del bianco · h1 re del bianco | a7 pedone del nero · b6 pedone del nero · b5 re del nero · c5 cavallo del bianco · d5 donna del bianco · b2 pedone del bianco · h1 re del bianco | a7 pedone del nero · b6 pedone del nero · b5 re del nero · c5 cavallo del bianco · d5 donna del bianco · b2 pedone del bianco · h1 re del bianco | 8 |
| 7 | a7 pedone del nero · b6 pedone del nero · b5 re del nero · c5 cavallo del bianco · d5 donna del bianco · b2 pedone del bianco · h1 re del bianco | a7 pedone del nero · b6 pedone del nero · b5 re del nero · c5 cavallo del bianco · d5 donna del bianco · b2 pedone del bianco · h1 re del bianco | a7 pedone del nero · b6 pedone del nero · b5 re del nero · c5 cavallo del bianco · d5 donna del bianco · b2 pedone del bianco · h1 re del bianco | a7 pedone del nero · b6 pedone del nero · b5 re del nero · c5 cavallo del bianco · d5 donna del bianco · b2 pedone del bianco · h1 re del bianco | a7 pedone del nero · b6 pedone del nero · b5 re del nero · c5 cavallo del bianco · d5 donna del bianco · b2 pedone del bianco · h1 re del bianco | a7 pedone del nero · b6 pedone del nero · b5 re del nero · c5 cavallo del bianco · d5 donna del bianco · b2 pedone del bianco · h1 re del bianco | a7 pedone del nero · b6 pedone del nero · b5 re del nero · c5 cavallo del bianco · d5 donna del bianco · b2 pedone del bianco · h1 re del bianco | a7 pedone del nero · b6 pedone del nero · b5 re del nero · c5 cavallo del bianco · d5 donna del bianco · b2 pedone del bianco · h1 re del bianco | 7 |
| 6 | a7 pedone del nero · b6 pedone del nero · b5 re del nero · c5 cavallo del bianco · d5 donna del bianco · b2 pedone del bianco · h1 re del bianco | a7 pedone del nero · b6 pedone del nero · b5 re del nero · c5 cavallo del bianco · d5 donna del bianco · b2 pedone del bianco · h1 re del bianco | a7 pedone del nero · b6 pedone del nero · b5 re del nero · c5 cavallo del bianco · d5 donna del bianco · b2 pedone del bianco · h1 re del bianco | a7 pedone del nero · b6 pedone del nero · b5 re del nero · c5 cavallo del bianco · d5 donna del bianco · b2 pedone del bianco · h1 re del bianco | a7 pedone del nero · b6 pedone del nero · b5 re del nero · c5 cavallo del bianco · d5 donna del bianco · b2 pedone del bianco · h1 re del bianco | a7 pedone del nero · b6 pedone del nero · b5 re del nero · c5 cavallo del bianco · d5 donna del bianco · b2 pedone del bianco · h1 re del bianco | a7 pedone del nero · b6 pedone del nero · b5 re del nero · c5 cavallo del bianco · d5 donna del bianco · b2 pedone del bianco · h1 re del bianco | a7 pedone del nero · b6 pedone del nero · b5 re del nero · c5 cavallo del bianco · d5 donna del bianco · b2 pedone del bianco · h1 re del bianco | 6 |
| 5 | a7 pedone del nero · b6 pedone del nero · b5 re del nero · c5 cavallo del bianco · d5 donna del bianco · b2 pedone del bianco · h1 re del bianco | a7 pedone del nero · b6 pedone del nero · b5 re del nero · c5 cavallo del bianco · d5 donna del bianco · b2 pedone del bianco · h1 re del bianco | a7 pedone del nero · b6 pedone del nero · b5 re del nero · c5 cavallo del bianco · d5 donna del bianco · b2 pedone del bianco · h1 re del bianco | a7 pedone del nero · b6 pedone del nero · b5 re del nero · c5 cavallo del bianco · d5 donna del bianco · b2 pedone del bianco · h1 re del bianco | a7 pedone del nero · b6 pedone del nero · b5 re del nero · c5 cavallo del bianco · d5 donna del bianco · b2 pedone del bianco · h1 re del bianco | a7 pedone del nero · b6 pedone del nero · b5 re del nero · c5 cavallo del bianco · d5 donna del bianco · b2 pedone del bianco · h1 re del bianco | a7 pedone del nero · b6 pedone del nero · b5 re del nero · c5 cavallo del bianco · d5 donna del bianco · b2 pedone del bianco · h1 re del bianco | a7 pedone del nero · b6 pedone del nero · b5 re del nero · c5 cavallo del bianco · d5 donna del bianco · b2 pedone del bianco · h1 re del bianco | 5 |
| 4 | a7 pedone del nero · b6 pedone del nero · b5 re del nero · c5 cavallo del bianco · d5 donna del bianco · b2 pedone del bianco · h1 re del bianco | a7 pedone del nero · b6 pedone del nero · b5 re del nero · c5 cavallo del bianco · d5 donna del bianco · b2 pedone del bianco · h1 re del bianco | a7 pedone del nero · b6 pedone del nero · b5 re del nero · c5 cavallo del bianco · d5 donna del bianco · b2 pedone del bianco · h1 re del bianco | a7 pedone del nero · b6 pedone del nero · b5 re del nero · c5 cavallo del bianco · d5 donna del bianco · b2 pedone del bianco · h1 re del bianco | a7 pedone del nero · b6 pedone del nero · b5 re del nero · c5 cavallo del bianco · d5 donna del bianco · b2 pedone del bianco · h1 re del bianco | a7 pedone del nero · b6 pedone del nero · b5 re del nero · c5 cavallo del bianco · d5 donna del bianco · b2 pedone del bianco · h1 re del bianco | a7 pedone del nero · b6 pedone del nero · b5 re del nero · c5 cavallo del bianco · d5 donna del bianco · b2 pedone del bianco · h1 re del bianco | a7 pedone del nero · b6 pedone del nero · b5 re del nero · c5 cavallo del bianco · d5 donna del bianco · b2 pedone del bianco · h1 re del bianco | 4 |
| 3 | a7 pedone del nero · b6 pedone del nero · b5 re del nero · c5 cavallo del bianco · d5 donna del bianco · b2 pedone del bianco · h1 re del bianco | a7 pedone del nero · b6 pedone del nero · b5 re del nero · c5 cavallo del bianco · d5 donna del bianco · b2 pedone del bianco · h1 re del bianco | a7 pedone del nero · b6 pedone del nero · b5 re del nero · c5 cavallo del bianco · d5 donna del bianco · b2 pedone del bianco · h1 re del bianco | a7 pedone del nero · b6 pedone del nero · b5 re del nero · c5 cavallo del bianco · d5 donna del bianco · b2 pedone del bianco · h1 re del bianco | a7 pedone del nero · b6 pedone del nero · b5 re del nero · c5 cavallo del bianco · d5 donna del bianco · b2 pedone del bianco · h1 re del bianco | a7 pedone del nero · b6 pedone del nero · b5 re del nero · c5 cavallo del bianco · d5 donna del bianco · b2 pedone del bianco · h1 re del bianco | a7 pedone del nero · b6 pedone del nero · b5 re del nero · c5 cavallo del bianco · d5 donna del bianco · b2 pedone del bianco · h1 re del bianco | a7 pedone del nero · b6 pedone del nero · b5 re del nero · c5 cavallo del bianco · d5 donna del bianco · b2 pedone del bianco · h1 re del bianco | 3 |
| 2 | a7 pedone del nero · b6 pedone del nero · b5 re del nero · c5 cavallo del bianco · d5 donna del bianco · b2 pedone del bianco · h1 re del bianco | a7 pedone del nero · b6 pedone del nero · b5 re del nero · c5 cavallo del bianco · d5 donna del bianco · b2 pedone del bianco · h1 re del bianco | a7 pedone del nero · b6 pedone del nero · b5 re del nero · c5 cavallo del bianco · d5 donna del bianco · b2 pedone del bianco · h1 re del bianco | a7 pedone del nero · b6 pedone del nero · b5 re del nero · c5 cavallo del bianco · d5 donna del bianco · b2 pedone del bianco · h1 re del bianco | a7 pedone del nero · b6 pedone del nero · b5 re del nero · c5 cavallo del bianco · d5 donna del bianco · b2 pedone del bianco · h1 re del bianco | a7 pedone del nero · b6 pedone del nero · b5 re del nero · c5 cavallo del bianco · d5 donna del bianco · b2 pedone del bianco · h1 re del bianco | a7 pedone del nero · b6 pedone del nero · b5 re del nero · c5 cavallo del bianco · d5 donna del bianco · b2 pedone del bianco · h1 re del bianco | a7 pedone del nero · b6 pedone del nero · b5 re del nero · c5 cavallo del bianco · d5 donna del bianco · b2 pedone del bianco · h1 re del bianco | 2 |
| 1 | a7 pedone del nero · b6 pedone del nero · b5 re del nero · c5 cavallo del bianco · d5 donna del bianco · b2 pedone del bianco · h1 re del bianco | a7 pedone del nero · b6 pedone del nero · b5 re del nero · c5 cavallo del bianco · d5 donna del bianco · b2 pedone del bianco · h1 re del bianco | a7 pedone del nero · b6 pedone del nero · b5 re del nero · c5 cavallo del bianco · d5 donna del bianco · b2 pedone del bianco · h1 re del bianco | a7 pedone del nero · b6 pedone del nero · b5 re del nero · c5 cavallo del bianco · d5 donna del bianco · b2 pedone del bianco · h1 re del bianco | a7 pedone del nero · b6 pedone del nero · b5 re del nero · c5 cavallo del bianco · d5 donna del bianco · b2 pedone del bianco · h1 re del bianco | a7 pedone del nero · b6 pedone del nero · b5 re del nero · c5 cavallo del bianco · d5 donna del bianco · b2 pedone del bianco · h1 re del bianco | a7 pedone del nero · b6 pedone del nero · b5 re del nero · c5 cavallo del bianco · d5 donna del bianco · b2 pedone del bianco · h1 re del bianco | a7 pedone del nero · b6 pedone del nero · b5 re del nero · c5 cavallo del bianco · d5 donna del bianco · b2 pedone del bianco · h1 re del bianco | 1 |
|   | a | b | c | d | e | f | g | h |   |

Soluzione:
1. Ca6+ !

1... Rxa6 2. b4!  zugzwang  2... b5 3. Dc6#

|   | a | b | c | d | e | f | g | h |   |
| 8 | a8 cavallo del nero · b8 cavallo del nero · d8 donna del bianco · g8 re del bianco · d7 pedone del nero · e7 pedone del nero · e6 re del nero · f6 cavallo del bianco · h5 pedone del nero · a4 pedone del bianco · b4 cavallo del bianco · c4 pedone del nero · d4 pedone del nero · e4 pedone del bianco | a8 cavallo del nero · b8 cavallo del nero · d8 donna del bianco · g8 re del bianco · d7 pedone del nero · e7 pedone del nero · e6 re del nero · f6 cavallo del bianco · h5 pedone del nero · a4 pedone del bianco · b4 cavallo del bianco · c4 pedone del nero · d4 pedone del nero · e4 pedone del bianco | a8 cavallo del nero · b8 cavallo del nero · d8 donna del bianco · g8 re del bianco · d7 pedone del nero · e7 pedone del nero · e6 re del nero · f6 cavallo del bianco · h5 pedone del nero · a4 pedone del bianco · b4 cavallo del bianco · c4 pedone del nero · d4 pedone del nero · e4 pedone del bianco | a8 cavallo del nero · b8 cavallo del nero · d8 donna del bianco · g8 re del bianco · d7 pedone del nero · e7 pedone del nero · e6 re del nero · f6 cavallo del bianco · h5 pedone del nero · a4 pedone del bianco · b4 cavallo del bianco · c4 pedone del nero · d4 pedone del nero · e4 pedone del bianco | a8 cavallo del nero · b8 cavallo del nero · d8 donna del bianco · g8 re del bianco · d7 pedone del nero · e7 pedone del nero · e6 re del nero · f6 cavallo del bianco · h5 pedone del nero · a4 pedone del bianco · b4 cavallo del bianco · c4 pedone del nero · d4 pedone del nero · e4 pedone del bianco | a8 cavallo del nero · b8 cavallo del nero · d8 donna del bianco · g8 re del bianco · d7 pedone del nero · e7 pedone del nero · e6 re del nero · f6 cavallo del bianco · h5 pedone del nero · a4 pedone del bianco · b4 cavallo del bianco · c4 pedone del nero · d4 pedone del nero · e4 pedone del bianco | a8 cavallo del nero · b8 cavallo del nero · d8 donna del bianco · g8 re del bianco · d7 pedone del nero · e7 pedone del nero · e6 re del nero · f6 cavallo del bianco · h5 pedone del nero · a4 pedone del bianco · b4 cavallo del bianco · c4 pedone del nero · d4 pedone del nero · e4 pedone del bianco | a8 cavallo del nero · b8 cavallo del nero · d8 donna del bianco · g8 re del bianco · d7 pedone del nero · e7 pedone del nero · e6 re del nero · f6 cavallo del bianco · h5 pedone del nero · a4 pedone del bianco · b4 cavallo del bianco · c4 pedone del nero · d4 pedone del nero · e4 pedone del bianco | 8 |
| 7 | a8 cavallo del nero · b8 cavallo del nero · d8 donna del bianco · g8 re del bianco · d7 pedone del nero · e7 pedone del nero · e6 re del nero · f6 cavallo del bianco · h5 pedone del nero · a4 pedone del bianco · b4 cavallo del bianco · c4 pedone del nero · d4 pedone del nero · e4 pedone del bianco | a8 cavallo del nero · b8 cavallo del nero · d8 donna del bianco · g8 re del bianco · d7 pedone del nero · e7 pedone del nero · e6 re del nero · f6 cavallo del bianco · h5 pedone del nero · a4 pedone del bianco · b4 cavallo del bianco · c4 pedone del nero · d4 pedone del nero · e4 pedone del bianco | a8 cavallo del nero · b8 cavallo del nero · d8 donna del bianco · g8 re del bianco · d7 pedone del nero · e7 pedone del nero · e6 re del nero · f6 cavallo del bianco · h5 pedone del nero · a4 pedone del bianco · b4 cavallo del bianco · c4 pedone del nero · d4 pedone del nero · e4 pedone del bianco | a8 cavallo del nero · b8 cavallo del nero · d8 donna del bianco · g8 re del bianco · d7 pedone del nero · e7 pedone del nero · e6 re del nero · f6 cavallo del bianco · h5 pedone del nero · a4 pedone del bianco · b4 cavallo del bianco · c4 pedone del nero · d4 pedone del nero · e4 pedone del bianco | a8 cavallo del nero · b8 cavallo del nero · d8 donna del bianco · g8 re del bianco · d7 pedone del nero · e7 pedone del nero · e6 re del nero · f6 cavallo del bianco · h5 pedone del nero · a4 pedone del bianco · b4 cavallo del bianco · c4 pedone del nero · d4 pedone del nero · e4 pedone del bianco | a8 cavallo del nero · b8 cavallo del nero · d8 donna del bianco · g8 re del bianco · d7 pedone del nero · e7 pedone del nero · e6 re del nero · f6 cavallo del bianco · h5 pedone del nero · a4 pedone del bianco · b4 cavallo del bianco · c4 pedone del nero · d4 pedone del nero · e4 pedone del bianco | a8 cavallo del nero · b8 cavallo del nero · d8 donna del bianco · g8 re del bianco · d7 pedone del nero · e7 pedone del nero · e6 re del nero · f6 cavallo del bianco · h5 pedone del nero · a4 pedone del bianco · b4 cavallo del bianco · c4 pedone del nero · d4 pedone del nero · e4 pedone del bianco | a8 cavallo del nero · b8 cavallo del nero · d8 donna del bianco · g8 re del bianco · d7 pedone del nero · e7 pedone del nero · e6 re del nero · f6 cavallo del bianco · h5 pedone del nero · a4 pedone del bianco · b4 cavallo del bianco · c4 pedone del nero · d4 pedone del nero · e4 pedone del bianco | 7 |
| 6 | a8 cavallo del nero · b8 cavallo del nero · d8 donna del bianco · g8 re del bianco · d7 pedone del nero · e7 pedone del nero · e6 re del nero · f6 cavallo del bianco · h5 pedone del nero · a4 pedone del bianco · b4 cavallo del bianco · c4 pedone del nero · d4 pedone del nero · e4 pedone del bianco | a8 cavallo del nero · b8 cavallo del nero · d8 donna del bianco · g8 re del bianco · d7 pedone del nero · e7 pedone del nero · e6 re del nero · f6 cavallo del bianco · h5 pedone del nero · a4 pedone del bianco · b4 cavallo del bianco · c4 pedone del nero · d4 pedone del nero · e4 pedone del bianco | a8 cavallo del nero · b8 cavallo del nero · d8 donna del bianco · g8 re del bianco · d7 pedone del nero · e7 pedone del nero · e6 re del nero · f6 cavallo del bianco · h5 pedone del nero · a4 pedone del bianco · b4 cavallo del bianco · c4 pedone del nero · d4 pedone del nero · e4 pedone del bianco | a8 cavallo del nero · b8 cavallo del nero · d8 donna del bianco · g8 re del bianco · d7 pedone del nero · e7 pedone del nero · e6 re del nero · f6 cavallo del bianco · h5 pedone del nero · a4 pedone del bianco · b4 cavallo del bianco · c4 pedone del nero · d4 pedone del nero · e4 pedone del bianco | a8 cavallo del nero · b8 cavallo del nero · d8 donna del bianco · g8 re del bianco · d7 pedone del nero · e7 pedone del nero · e6 re del nero · f6 cavallo del bianco · h5 pedone del nero · a4 pedone del bianco · b4 cavallo del bianco · c4 pedone del nero · d4 pedone del nero · e4 pedone del bianco | a8 cavallo del nero · b8 cavallo del nero · d8 donna del bianco · g8 re del bianco · d7 pedone del nero · e7 pedone del nero · e6 re del nero · f6 cavallo del bianco · h5 pedone del nero · a4 pedone del bianco · b4 cavallo del bianco · c4 pedone del nero · d4 pedone del nero · e4 pedone del bianco | a8 cavallo del nero · b8 cavallo del nero · d8 donna del bianco · g8 re del bianco · d7 pedone del nero · e7 pedone del nero · e6 re del nero · f6 cavallo del bianco · h5 pedone del nero · a4 pedone del bianco · b4 cavallo del bianco · c4 pedone del nero · d4 pedone del nero · e4 pedone del bianco | a8 cavallo del nero · b8 cavallo del nero · d8 donna del bianco · g8 re del bianco · d7 pedone del nero · e7 pedone del nero · e6 re del nero · f6 cavallo del bianco · h5 pedone del nero · a4 pedone del bianco · b4 cavallo del bianco · c4 pedone del nero · d4 pedone del nero · e4 pedone del bianco | 6 |
| 5 | a8 cavallo del nero · b8 cavallo del nero · d8 donna del bianco · g8 re del bianco · d7 pedone del nero · e7 pedone del nero · e6 re del nero · f6 cavallo del bianco · h5 pedone del nero · a4 pedone del bianco · b4 cavallo del bianco · c4 pedone del nero · d4 pedone del nero · e4 pedone del bianco | a8 cavallo del nero · b8 cavallo del nero · d8 donna del bianco · g8 re del bianco · d7 pedone del nero · e7 pedone del nero · e6 re del nero · f6 cavallo del bianco · h5 pedone del nero · a4 pedone del bianco · b4 cavallo del bianco · c4 pedone del nero · d4 pedone del nero · e4 pedone del bianco | a8 cavallo del nero · b8 cavallo del nero · d8 donna del bianco · g8 re del bianco · d7 pedone del nero · e7 pedone del nero · e6 re del nero · f6 cavallo del bianco · h5 pedone del nero · a4 pedone del bianco · b4 cavallo del bianco · c4 pedone del nero · d4 pedone del nero · e4 pedone del bianco | a8 cavallo del nero · b8 cavallo del nero · d8 donna del bianco · g8 re del bianco · d7 pedone del nero · e7 pedone del nero · e6 re del nero · f6 cavallo del bianco · h5 pedone del nero · a4 pedone del bianco · b4 cavallo del bianco · c4 pedone del nero · d4 pedone del nero · e4 pedone del bianco | a8 cavallo del nero · b8 cavallo del nero · d8 donna del bianco · g8 re del bianco · d7 pedone del nero · e7 pedone del nero · e6 re del nero · f6 cavallo del bianco · h5 pedone del nero · a4 pedone del bianco · b4 cavallo del bianco · c4 pedone del nero · d4 pedone del nero · e4 pedone del bianco | a8 cavallo del nero · b8 cavallo del nero · d8 donna del bianco · g8 re del bianco · d7 pedone del nero · e7 pedone del nero · e6 re del nero · f6 cavallo del bianco · h5 pedone del nero · a4 pedone del bianco · b4 cavallo del bianco · c4 pedone del nero · d4 pedone del nero · e4 pedone del bianco | a8 cavallo del nero · b8 cavallo del nero · d8 donna del bianco · g8 re del bianco · d7 pedone del nero · e7 pedone del nero · e6 re del nero · f6 cavallo del bianco · h5 pedone del nero · a4 pedone del bianco · b4 cavallo del bianco · c4 pedone del nero · d4 pedone del nero · e4 pedone del bianco | a8 cavallo del nero · b8 cavallo del nero · d8 donna del bianco · g8 re del bianco · d7 pedone del nero · e7 pedone del nero · e6 re del nero · f6 cavallo del bianco · h5 pedone del nero · a4 pedone del bianco · b4 cavallo del bianco · c4 pedone del nero · d4 pedone del nero · e4 pedone del bianco | 5 |
| 4 | a8 cavallo del nero · b8 cavallo del nero · d8 donna del bianco · g8 re del bianco · d7 pedone del nero · e7 pedone del nero · e6 re del nero · f6 cavallo del bianco · h5 pedone del nero · a4 pedone del bianco · b4 cavallo del bianco · c4 pedone del nero · d4 pedone del nero · e4 pedone del bianco | a8 cavallo del nero · b8 cavallo del nero · d8 donna del bianco · g8 re del bianco · d7 pedone del nero · e7 pedone del nero · e6 re del nero · f6 cavallo del bianco · h5 pedone del nero · a4 pedone del bianco · b4 cavallo del bianco · c4 pedone del nero · d4 pedone del nero · e4 pedone del bianco | a8 cavallo del nero · b8 cavallo del nero · d8 donna del bianco · g8 re del bianco · d7 pedone del nero · e7 pedone del nero · e6 re del nero · f6 cavallo del bianco · h5 pedone del nero · a4 pedone del bianco · b4 cavallo del bianco · c4 pedone del nero · d4 pedone del nero · e4 pedone del bianco | a8 cavallo del nero · b8 cavallo del nero · d8 donna del bianco · g8 re del bianco · d7 pedone del nero · e7 pedone del nero · e6 re del nero · f6 cavallo del bianco · h5 pedone del nero · a4 pedone del bianco · b4 cavallo del bianco · c4 pedone del nero · d4 pedone del nero · e4 pedone del bianco | a8 cavallo del nero · b8 cavallo del nero · d8 donna del bianco · g8 re del bianco · d7 pedone del nero · e7 pedone del nero · e6 re del nero · f6 cavallo del bianco · h5 pedone del nero · a4 pedone del bianco · b4 cavallo del bianco · c4 pedone del nero · d4 pedone del nero · e4 pedone del bianco | a8 cavallo del nero · b8 cavallo del nero · d8 donna del bianco · g8 re del bianco · d7 pedone del nero · e7 pedone del nero · e6 re del nero · f6 cavallo del bianco · h5 pedone del nero · a4 pedone del bianco · b4 cavallo del bianco · c4 pedone del nero · d4 pedone del nero · e4 pedone del bianco | a8 cavallo del nero · b8 cavallo del nero · d8 donna del bianco · g8 re del bianco · d7 pedone del nero · e7 pedone del nero · e6 re del nero · f6 cavallo del bianco · h5 pedone del nero · a4 pedone del bianco · b4 cavallo del bianco · c4 pedone del nero · d4 pedone del nero · e4 pedone del bianco | a8 cavallo del nero · b8 cavallo del nero · d8 donna del bianco · g8 re del bianco · d7 pedone del nero · e7 pedone del nero · e6 re del nero · f6 cavallo del bianco · h5 pedone del nero · a4 pedone del bianco · b4 cavallo del bianco · c4 pedone del nero · d4 pedone del nero · e4 pedone del bianco | 4 |
| 3 | a8 cavallo del nero · b8 cavallo del nero · d8 donna del bianco · g8 re del bianco · d7 pedone del nero · e7 pedone del nero · e6 re del nero · f6 cavallo del bianco · h5 pedone del nero · a4 pedone del bianco · b4 cavallo del bianco · c4 pedone del nero · d4 pedone del nero · e4 pedone del bianco | a8 cavallo del nero · b8 cavallo del nero · d8 donna del bianco · g8 re del bianco · d7 pedone del nero · e7 pedone del nero · e6 re del nero · f6 cavallo del bianco · h5 pedone del nero · a4 pedone del bianco · b4 cavallo del bianco · c4 pedone del nero · d4 pedone del nero · e4 pedone del bianco | a8 cavallo del nero · b8 cavallo del nero · d8 donna del bianco · g8 re del bianco · d7 pedone del nero · e7 pedone del nero · e6 re del nero · f6 cavallo del bianco · h5 pedone del nero · a4 pedone del bianco · b4 cavallo del bianco · c4 pedone del nero · d4 pedone del nero · e4 pedone del bianco | a8 cavallo del nero · b8 cavallo del nero · d8 donna del bianco · g8 re del bianco · d7 pedone del nero · e7 pedone del nero · e6 re del nero · f6 cavallo del bianco · h5 pedone del nero · a4 pedone del bianco · b4 cavallo del bianco · c4 pedone del nero · d4 pedone del nero · e4 pedone del bianco | a8 cavallo del nero · b8 cavallo del nero · d8 donna del bianco · g8 re del bianco · d7 pedone del nero · e7 pedone del nero · e6 re del nero · f6 cavallo del bianco · h5 pedone del nero · a4 pedone del bianco · b4 cavallo del bianco · c4 pedone del nero · d4 pedone del nero · e4 pedone del bianco | a8 cavallo del nero · b8 cavallo del nero · d8 donna del bianco · g8 re del bianco · d7 pedone del nero · e7 pedone del nero · e6 re del nero · f6 cavallo del bianco · h5 pedone del nero · a4 pedone del bianco · b4 cavallo del bianco · c4 pedone del nero · d4 pedone del nero · e4 pedone del bianco | a8 cavallo del nero · b8 cavallo del nero · d8 donna del bianco · g8 re del bianco · d7 pedone del nero · e7 pedone del nero · e6 re del nero · f6 cavallo del bianco · h5 pedone del nero · a4 pedone del bianco · b4 cavallo del bianco · c4 pedone del nero · d4 pedone del nero · e4 pedone del bianco | a8 cavallo del nero · b8 cavallo del nero · d8 donna del bianco · g8 re del bianco · d7 pedone del nero · e7 pedone del nero · e6 re del nero · f6 cavallo del bianco · h5 pedone del nero · a4 pedone del bianco · b4 cavallo del bianco · c4 pedone del nero · d4 pedone del nero · e4 pedone del bianco | 3 |
| 2 | a8 cavallo del nero · b8 cavallo del nero · d8 donna del bianco · g8 re del bianco · d7 pedone del nero · e7 pedone del nero · e6 re del nero · f6 cavallo del bianco · h5 pedone del nero · a4 pedone del bianco · b4 cavallo del bianco · c4 pedone del nero · d4 pedone del nero · e4 pedone del bianco | a8 cavallo del nero · b8 cavallo del nero · d8 donna del bianco · g8 re del bianco · d7 pedone del nero · e7 pedone del nero · e6 re del nero · f6 cavallo del bianco · h5 pedone del nero · a4 pedone del bianco · b4 cavallo del bianco · c4 pedone del nero · d4 pedone del nero · e4 pedone del bianco | a8 cavallo del nero · b8 cavallo del nero · d8 donna del bianco · g8 re del bianco · d7 pedone del nero · e7 pedone del nero · e6 re del nero · f6 cavallo del bianco · h5 pedone del nero · a4 pedone del bianco · b4 cavallo del bianco · c4 pedone del nero · d4 pedone del nero · e4 pedone del bianco | a8 cavallo del nero · b8 cavallo del nero · d8 donna del bianco · g8 re del bianco · d7 pedone del nero · e7 pedone del nero · e6 re del nero · f6 cavallo del bianco · h5 pedone del nero · a4 pedone del bianco · b4 cavallo del bianco · c4 pedone del nero · d4 pedone del nero · e4 pedone del bianco | a8 cavallo del nero · b8 cavallo del nero · d8 donna del bianco · g8 re del bianco · d7 pedone del nero · e7 pedone del nero · e6 re del nero · f6 cavallo del bianco · h5 pedone del nero · a4 pedone del bianco · b4 cavallo del bianco · c4 pedone del nero · d4 pedone del nero · e4 pedone del bianco | a8 cavallo del nero · b8 cavallo del nero · d8 donna del bianco · g8 re del bianco · d7 pedone del nero · e7 pedone del nero · e6 re del nero · f6 cavallo del bianco · h5 pedone del nero · a4 pedone del bianco · b4 cavallo del bianco · c4 pedone del nero · d4 pedone del nero · e4 pedone del bianco | a8 cavallo del nero · b8 cavallo del nero · d8 donna del bianco · g8 re del bianco · d7 pedone del nero · e7 pedone del nero · e6 re del nero · f6 cavallo del bianco · h5 pedone del nero · a4 pedone del bianco · b4 cavallo del bianco · c4 pedone del nero · d4 pedone del nero · e4 pedone del bianco | a8 cavallo del nero · b8 cavallo del nero · d8 donna del bianco · g8 re del bianco · d7 pedone del nero · e7 pedone del nero · e6 re del nero · f6 cavallo del bianco · h5 pedone del nero · a4 pedone del bianco · b4 cavallo del bianco · c4 pedone del nero · d4 pedone del nero · e4 pedone del bianco | 2 |
| 1 | a8 cavallo del nero · b8 cavallo del nero · d8 donna del bianco · g8 re del bianco · d7 pedone del nero · e7 pedone del nero · e6 re del nero · f6 cavallo del bianco · h5 pedone del nero · a4 pedone del bianco · b4 cavallo del bianco · c4 pedone del nero · d4 pedone del nero · e4 pedone del bianco | a8 cavallo del nero · b8 cavallo del nero · d8 donna del bianco · g8 re del bianco · d7 pedone del nero · e7 pedone del nero · e6 re del nero · f6 cavallo del bianco · h5 pedone del nero · a4 pedone del bianco · b4 cavallo del bianco · c4 pedone del nero · d4 pedone del nero · e4 pedone del bianco | a8 cavallo del nero · b8 cavallo del nero · d8 donna del bianco · g8 re del bianco · d7 pedone del nero · e7 pedone del nero · e6 re del nero · f6 cavallo del bianco · h5 pedone del nero · a4 pedone del bianco · b4 cavallo del bianco · c4 pedone del nero · d4 pedone del nero · e4 pedone del bianco | a8 cavallo del nero · b8 cavallo del nero · d8 donna del bianco · g8 re del bianco · d7 pedone del nero · e7 pedone del nero · e6 re del nero · f6 cavallo del bianco · h5 pedone del nero · a4 pedone del bianco · b4 cavallo del bianco · c4 pedone del nero · d4 pedone del nero · e4 pedone del bianco | a8 cavallo del nero · b8 cavallo del nero · d8 donna del bianco · g8 re del bianco · d7 pedone del nero · e7 pedone del nero · e6 re del nero · f6 cavallo del bianco · h5 pedone del nero · a4 pedone del bianco · b4 cavallo del bianco · c4 pedone del nero · d4 pedone del nero · e4 pedone del bianco | a8 cavallo del nero · b8 cavallo del nero · d8 donna del bianco · g8 re del bianco · d7 pedone del nero · e7 pedone del nero · e6 re del nero · f6 cavallo del bianco · h5 pedone del nero · a4 pedone del bianco · b4 cavallo del bianco · c4 pedone del nero · d4 pedone del nero · e4 pedone del bianco | a8 cavallo del nero · b8 cavallo del nero · d8 donna del bianco · g8 re del bianco · d7 pedone del nero · e7 pedone del nero · e6 re del nero · f6 cavallo del bianco · h5 pedone del nero · a4 pedone del bianco · b4 cavallo del bianco · c4 pedone del nero · d4 pedone del nero · e4 pedone del bianco | a8 cavallo del nero · b8 cavallo del nero · d8 donna del bianco · g8 re del bianco · d7 pedone del nero · e7 pedone del nero · e6 re del nero · f6 cavallo del bianco · h5 pedone del nero · a4 pedone del bianco · b4 cavallo del bianco · c4 pedone del nero · d4 pedone del nero · e4 pedone del bianco | 1 |
|   | a | b | c | d | e | f | g | h |   |

Soluzione:
1. Cc6 !  (minaccia 2. Dxe7#)

1... Cxc6 2. Dxd7+ Rxf6 3. Df5#

1... dxc6 2. Cd5! cxd5 3. Dxd5+ Rf6 4. Df5#

1... Rxf6 2. Dxe7+ Rg6 3. Dg7#

1... Rd6 2. Ce8+ Rxc6 3. Dxb8 Cb6 4. Dc7#